# 竜門ダム
竜門ダム（りゅうもんダム）は、熊本県菊池市、一級河川・菊池川水系迫間川に建設されたダムである。
国土交通省九州地方整備局が管理する国土交通省直轄ダムで、菊池川水系における河川法に基づいた唯一のダムである。堤高は99.5mで、型式は重力式コンクリートダムとロックフィルダムの複合型、いわゆるコンバインダムであり、コンバインダムとしては日本で最も高いダムである。菊池川の治水及び熊本県北部地域・福岡県南部地域への利水を目的とした特定多目的ダムである。また、筑後川水系と菊池川水系をトンネルで連携させて水を融通することにより、福岡市への水需要にも一役買っている。ダムによって出現した人造湖は班蛇口湖（はんじゃくこ）と命名され、ウォータースポットとしても利用されている。

## 沿革
名勝・菊池渓谷で知られる菊池川は阿蘇外輪山に源を発し玉名平野を流下する、熊本県北部の大河川である。古来より流域は肥沃な土地として知られ、戦国時代には大友氏・龍造寺氏・島津氏が鎬を削った地域でもあった。だが、度々の水害に悩まされ、特に筑後川を始め北部九州を阿鼻叫喚の坩堝に陥れた1953年（昭和28年）6月の梅雨前線豪雨では、玉名市・菊池市等に致命的な損害を与えた。
その後1962年（昭和37年）にも菊池川は氾濫し流域は被害を受けたため、建設省（現・国土交通省）は玉名における基本高水流量（計画洪水流量）を改訂し洪水量を抑制するために1969年（昭和44年）、「菊池川水系工事実施基本計画」を改訂した。この中で、従来は堤防建設等に頼っていた洪水調節を補強すべく、上流にダムを建設して水害対策を図ろうとした。また、肥沃な玉名平野・菊池台地へのかんがい用水の補給、更に三井グループの工場が集中する大牟田市工業地域の拡大により工業用水の需要が急速に高まり、こうした諸般の水需要の逼迫から多目的ダムによる河川開発が必要となった。
菊池川本川には水力発電用として菊池川第一ダムから菊池川第五ダムまで五基のダムが建設されていたが、何れも堤高15.0m以下の小堰堤であり地形的な理由等から大規模なダム建設は不適切であった。この事から主要な支流である迫間川にダム建設を計画することとなり、1970年（昭和45年）より「迫間川総合開発事業」として特定多目的ダムである竜門ダムの建設が計画された。

## 補償
1970年より実施計画調査が行われた。だが、水没地域は棚田が広がる水田地帯で、87世帯が水没することから強固な反対運動が持ち上がった。折から蜂の巣城紛争が最盛期だったこともあり、容易に解決されない問題となった。このため建設省は1974年（昭和49年）に竜門ダムを水源地域対策特別措置法の対象ダムに指定した。全国的には御所ダム（雫石川）や手取川ダム（手取川）、県内では川辺川ダム（川辺川）等と共に指定された。この後1979年（昭和54年）にはダム建設費に生活再建対策費を設け、生活再建のための数々の施策（代替地取得利子補助、転職斡旋、周辺公共施設整備など）が細かく実施され補償交渉も妥結。計画から31年の歳月を掛け2001年（平成13年）、世紀を跨いでダムは完成した。

## 目的

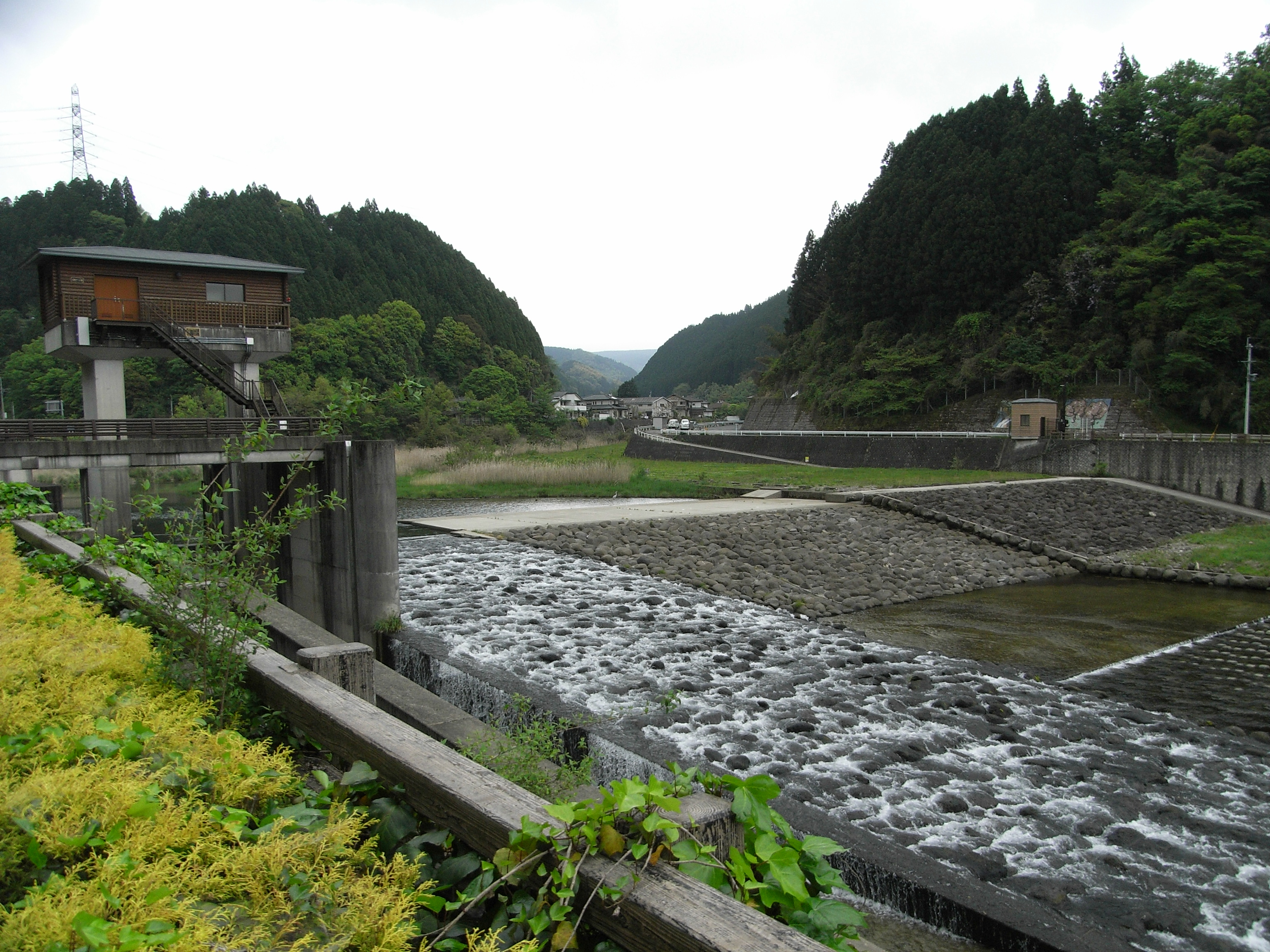
菊池川本流に建設された立門分水堰。ここからダムとの間で立門分水路を通じ水を融通する。

ダムは当初堤高100.5mの中央土質遮水壁型ロックフィルダムとして計画されたが、後に利水計画変更・工費節減の意味合い等から型式を変更。左岸部を重力式コンクリートダム、右岸部をロックフィルダムとしたコンバインダムとした。この型式としては九州地方唯一のものである（沖縄県を除く）。堤高は当初予定から1m減らし99.5mとした。ダムの目的は洪水調節、不特定利水、かんがい、工業用水道の供給の四つである。
治水目的では洪水調節は治水基準点の玉名市において、1953年6月及び1962年7月豪雨を基準とした計画高水流量・毎秒4,500トンを毎秒3,800トンに低減（毎秒700トンのカット）させる。ダム地点では毎秒440トンをカットさせる。不特定利水では、同じく玉名市を基準点として、かんがい期（農繁期）に毎秒12.42トン、非かんがい期（農閑期）には毎秒3.63トンを放流し、慣行水利権分の農業用水補給を菊池川下流域に行う。利水目的ではかんがいは玉名平野の1,382haと菊池台地4,740haの合計6,122haの新規開墾農地に対して、それぞれ最大で毎秒3.616トン、毎秒6.031トンを供給する。工業用水供給では大牟田市臨海工業地域に日量45,000トン、荒尾市臨海工業地域に日量55,000トンを供給する。
ダムのある迫間川では完全な貯水が不可能なため、菊池川本川と筑後川水系津江川からトンネルを通じてダム湖に導水し余剰水を有効活用している。津江川に津江分水堰、菊池川本川に立門分水堰を建設し、そこに貯水した河水を津江分水路と立門分水路という二つのトンネルを通じてダムへと導水する。逆に菊池川本川の水量が低下したときには、河川維持に必要な水量を菊池川へ供給するためにダムから菊池川に至る迫間分水路を通じて放流する。このようにして余剰水を有効に活用し、効率的な水運用を図っている。
この事業は全国的にも大規模なものであるが、北部九州への安定した水供給を図るために策定された「筑後川水系水資源開発基本計画」の一環にもなり、水不足に悩まされる福岡市やその周辺都市、また久留米市や佐賀市といった九州北部への上水道供給のための重要施設として竜門ダムは位置づけられた。筑後川上流ダム群（松原ダム・下筌ダム）と菊池川水系を結ぶ新たなる北部九州の水がめとしての役割も期待されている。

## 班蛇口湖
ダム湖は水没地右岸部の大字より「班蛇口湖」と命名された。ダム湖はヘラブナ、ヤマメ、ウグイ、カワムツの釣りのスポットである他、九州では有名なワカサギ釣りのスポットである。毎年2月には「竜門ダムワカサギ釣り大会」が行われ、200人以上の太公望が釣り糸を垂らす。ワカサギについては1998年（平成10年）より長野県より600万粒の受精卵を購入し、湖で孵化させている。班蛇口湖での釣りについては熊本県菊池川漁業協同組合が漁業権を保有しているため、入漁時には「菊池川遊漁鑑札」という許可証が必要となる。一日鑑札と年間鑑札があり、料金はそれぞれ1,000円と3,000円である。なお、撒き餌は湖の環境悪化を招くため、またブラックバスとブルーギルの放流は湖の生態系を破壊し漁業に影響を与えるためそれぞれ禁止されている。
また、1999年（平成11年）ダム湛水中にくまもと未来国体のボート競技（ローイング競技）の会場となったことでも知られる。これ以後も市営漕艇場等が設けられ、ローイングやカヌーの練習場として、春先には九州学生レガッタの会場となるなど年間を通して多くのローイング競技や講習会が開催されている。このように班蛇口湖は多くの県民に活用されているが、これには国土交通省の「地域に開かれたダム」施策も絡んでおり、地域住民に積極的にダム施設を開放し観光資源として役立てるという水源地域対策特別措置法の理念も脈打っている。ダムは菊池市の新たなる観光スポットとして休日には多くの観光客で賑わっている。